# Prijadarśana
Prijadarśana ("O miłym wyglądzie") – drzewo figowca rosnące według wierzeń hinduistycznych w zaświatach, nad rzeką Puszpadaka, w grodzie Saumja ("Księżycowym"). Jest to pierwszy z kilkunastu grodów na drodze zmarłego, udającego się na sąd pośmiertny do miasta boga śmierci Jamy o nazwie Dharmabhawana. Pod drzewem prijadarśana zmarły wspomina z żalem życie i dobra pozostawione na ziemi, odpoczywa po dotychczasowej podróży, posila się ofiarowanymi przez żyjących bliskich gomółkami pinda i przygotowuje do wędrówki do kolejnego grodu na pośmiertnej drodze.